# Сътворението на Адам
Сътворението на Адам (на италиански: La creazione di Adamo) е стенопис, рисуван в периода 1508 – 1512 г., на италианския художник Микеланджело, който е част от тавана на Сикстинската капела. Микеланджело пресъздава библейския разказ за сътворението от Книга Битие, в който Бог вдъхва живот на Адам, първия човек. Стенописът е част от сложна иконографска схема и е хронологично четвъртият от поредицата, изобразяваща сцени от Битие.
Образът на почти докосващите се ръце на Бог и Адам се превръща в икона на човечеството. Изображението е възпроизвеждано в безброй имитации и пародии. Сътворението на Адам на Микеланджело е една от най-възпроизвежданите религиозни картини на всички времена.

## История
През 1505 г. Микеланджело е поканен в Рим от новоизбрания папа Юлий II. На Микеланджело му е поръчано да построи гробница на папата, която трябва да включва четиридесет статуи и да бъде завършена 5 години по-късно.
Под покровителството на папата Микеланджело прави прекъсвания върху работата си по гробницата, за да изпълнява и други задачи, които му се поставят. Въпреки че Микеланджело работи в продължение на 40 години над гробницата, тя не му носи необходимото удовлетворение. Гробницата се намира в църквата Сан Пиетро ин Винколи в Рим и е известна с фигурата на Мойсей, завършена през 1516 г. Другите статуи, предназначени за гробницата, Непокорният роб и Умиращият роб, намират се в Лувъра. През същия период Микеланджело рисува тавана на Сикстинската капела, която му отнема 4 години до завършването.
Първоначално на Микеланджело е поръчано да нарисува дванадесетте апостоли на триъгълните висящи тела, които да поддържат тавана. Микеланджело убедил папата да му даде свобода и предложил друга и по-сложна схема, представяща Сътворението на света, Грехопадението, Обещанието за спасение и Родословието на Христос. Работата е част от по-голяма схема на декорация в рамките на параклиса, която представлява голяма част от учението на католическата църква.
Композицията се простира на над 500 квадратни метра таванска площ и съдържа над 300 фигури. В центъра му са девет епизода от Книгата на Битие, разделени на три групи: Божието Сътворение на Земята; Божието творение на човечеството и Грехопадението; и накрая, човечеството, представено от Ной и неговото семейство. На пандантивите, приддържащи тавана, са нарисувани дванадесет мъже и жени, които предричат идването на Исус, седем пророци на Израил и пет сибили, прорицетелки от класическия свят. Сред най-известните изображения от тавана са Сътворението на Адам, Адам и Ева в Райската градина, Всемирният потоп, Пророкът Йеремия и Сибила от Куме.

## Композиция
Бог е изобразен като възрастен белобрад мъж, увит във въртящ се плащ, докато Адам, в долния ляв ъгъл, е напълно гол. Божията дясна ръка е протегната, за да придаде искрата на живота от собствения си пръст на този на Адам, чиято лява ръка се простира в поза, отразяващо Божието, напомняне, че човекът е създаден по образ и подобие на Бога. Друг важен момент е, че пръстът на Адам и Божият пръст не се докосват. Създава се впечатлението, че Бог, който дава живот, достига до Адам, който трябва да го приеме; те не са на „едно и също ниво“, както биха били двама хора, които се ръкуват, например.
Съществуват множество хипотези за идентичността и значението на дванадесетте фигури около Бога. Според една интерпретация, предложена за пръв път от английския критик Уолтър Патер (1839 – 1894) и сега е широко приета, лицето, защитено от Божията лява ръка, представлява Ева, поради женствения външен вид на фигурата и погледа, който отправя към Адам, а другите единадесет фигури символично представят душите на нероденото потомство на Адам и Ева, цялата човешка раса. Това тълкуване е спорно, главно поради факта, че католическата църква разглежда учението за съществуването на душите преди зачеването като еретично. Следователно фигурата зад Бога също е била предложена да бъде Дева Мария, София (олицетворение на мъдростта, споменато в Книгата на мъдростта), персонифицираната човешка душа, или „ангел на мъжкото изграждане“.
Сътворението на Адам като цяло се смята, че изобразява откъса „И Бог създаде човека по Своя образ.“ Вдъхновението на Микеланджело към темата може би е от средновековния химн, „Veni Creator Spiritus“, който казва „пръста на бащинската дясна ръка“ (digitus paternae dexterae) да даде вярното слово.

## Началото
Главният източник на вдъхновение на Микеланджело за своя Адам в Сътворението на Адам може да е изображение, показващо голия Октавиан Август, яздещ козирог. Същото изображение сега се намира в замъка Алник, Нортъмбърланд.
- Адам
- Ръката на Адам (вляво) и
Божията ръка (вдясно)
- Бог

## Анализи
Изложени са няколко хипотези за значението на Сътворението на Адам за изключителните пропорции на голото човешко тяло, като много от тях се базират на добре документирания опит на Микеланджело в човешката анатомия като отправна точка.

### Изобразяване на човешкия мозък
През 1990 г. в Андерсън, Индиана, САЩ, лекарят Франк Мешбергер отбелязва в списанието на Американската медицинска асоциация, че фоновите фигури и форми, изобразени зад фигурата на Бог, изграждат анатомично точна картина на човешкия мозък. При внимателно разглеждане, границите в картината корелират с главните сулци на главния мозък във вътрешната и външната повърхност на мозъка, мозъчния ствол, предния лоб, базиларната артерия, хипофизната жлеза и зрителната хиазма.

### Изобразяване на процеса на раждане
Като алтернатива се забелязва, че червената плащ около Бога има формата на човешка матка (един историк на изкуството я нарича „маточна мантия“) и шалът, висящ, оцветен в зелено, може да се интерпретира като отрязана пъпна връв. Група италиански изследователи публикува статия в Mayo Clinic Proceedings, според която изображенията на плаща и следродовата матка имат прилика. Според Енрико Брускини (2004), "Това е интересна хипотеза, която представя Сцена на Сътворението като идеализирано представяне на физическото раждане на човека („Творението“). Обяснението е, че пъпът на Адам е озадачаващ, тъй като той е създаден, а не е роден от жена.